# Molly Worthen
Molly Worthen (nacida en 1981) es una periodista e historiadora de la religión estadounidense. Es colaboradora de opinión de The New York Times y profesora titular de la Universidad de Carolina del Norte en Chapel Hill.

## Primeros años y educación
Criada en Glen Ellyn, Illinois, se graduó de la Universidad Yale en 2003 y obtuvo un doctorado en historia religiosa estadounidense en 2011. Se describió a sí misma como una persona que creció en un hogar secular y que, en general, era una teísta agnóstica.

## Carrera
Su primer libro, The Man on Whom Nothing Was Lost, una biografía del diplomático estadounidense y profesor de Yale Charles Hill, se publicó en 2006 y fue reseñado por The Boston Globe y Michiko Kakutani en The New York Times. Su libro de 2014, Apostles of Reason, examina la historia del evangelicalismo estadounidense desde 1945.
Su trabajo ha aparecido en The New York Times, The Boston Globe, Slate, Time, The New Republic, The Dallas Morning News y Toledo Blade. Es profesora asociada de historia en la Universidad de Carolina del Norte en Chapel Hill.
Su próximo libro, cuyo lanzamiento está previsto para el 27 de mayo de 2025, se titula Spellbound: How Charisma Shaped American History.

## Vida personal
Influenciada por J. D. Greear y Tim Keller, se convirtió al cristianismo evangélico en 2022.

## Obras seleccionadas

### Libros
- Worthen, Molly (2005). The Man On Whom Nothing Was Lost: The Grand Strategy of Charles Hill. Nueva York: Houghton Mifflin Company. ISBN 0-618-57467-0.
- —————— (2014). Apostles of Reason: The Crisis of Authority in American Evangelicalism. Nueva York: Oxford University Press. ISBN 978-0-19-989646-2.
- —————— (2025). Spellbound: How Charisma Shaped American History. Nueva York: Convergent Books. ISBN 978-0593729007.

### Artículos
- —————— (Junio de 2008). «The Chalcedon Problem: Rousas John Rushdoony and the Origins of Christian Reconstructionism». Church History 77 (2): 399-437. doi:10.1017/S0009640708000590.